# Toulouse Iron Club
Maillots
Le Toulouse Iron Club, anciennement Toulouse Invalides Club (TIC), est un club de handibasket de Toulouse, fondé le 26 mai 1977. Le club a inscrit deux équipes au championnat de France, l'équipe 1 en Nationale A et l'équipe 2 en Nationale 2. Il y accueille depuis plusieurs années un tour qualificatif de première division de la Coupe d'Europe handibasket.

## Historique
Le TIC partage le Gymnase Compans-Caffarelli (ou petit Palais des sports) avec le Toulouse Métropole Basket (club de basket valide de l'agglomération toulousaine) et évolue à l'occasion en lever de rideau des rencontres de Ligue féminine et de Nationale 3 masculine de ce club. Il y organise depuis plusieurs années les rencontres d'une des poules de première division du tour qualificatif à la Coupe d'Europe d'handibasket.

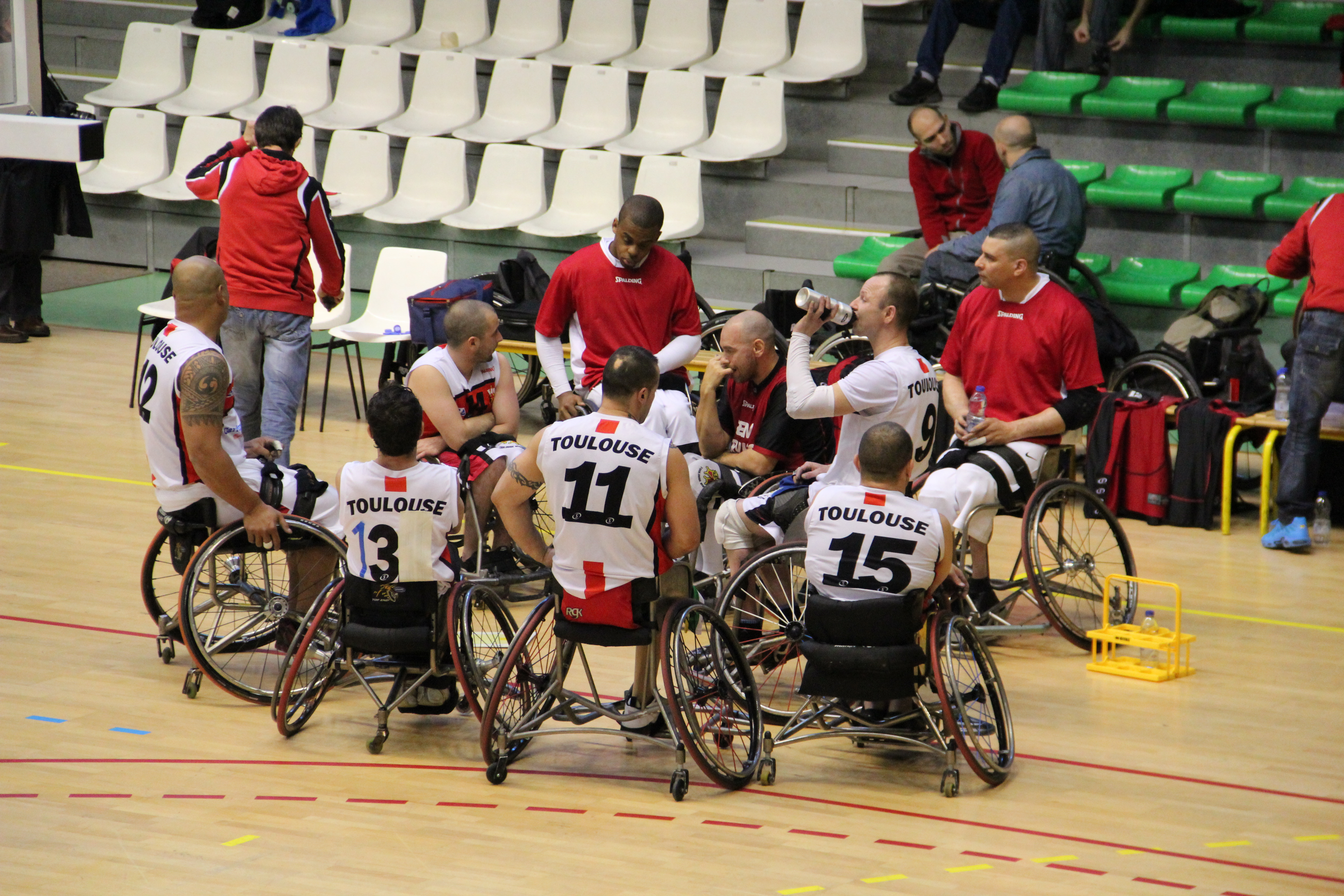
Rencontre de coupe d'Europe en 2012.

La 37e assemblée générale du club, le 7 novembre 2013, décidé de changer le nom de l'association ; le Toulouse Invalides Club devient Toulouse Iron Club.

## Palmarès
International,
- Coupe des Clubs Champions (EuroCup 1) :
  - 2004 :  3e place
  - 2005 : 8e place
  - 2008 : 8e place
- Coupe André Vergauwen (EuroCup 2) :
  - 1990 : 8e place
  - 1992 : 8e place
  - 1994 : 8e place
  - 2006 : 5e place
  - 2007 : 6e place
  - 2009 : 7e place[5]
  - 2010 : 4e place[6]
  - 2011 : 4e place[7]
  - 2017 : 8e place (organisateur)[8]
  - 2022 : 4e place
- Coupe Willi Brinkmann (EuroCup 3) :
  - 2013 : 6e place[9]
  - 2015 : 6e place[10]
  - 2016 : 5e place[11]
- Challenge Cup (EuroCup 4) :
  - 2023 : 5e place

National,
- Championnat de France Nationale 1A :
  -  Champion de France : 2004, 2007
  -  Vice-champion de France : 2003, 2008, 2010, 2011
  -  3e place : 1983, 1984, 2005, 2006
- Championnat de France Nationale 1B :
  -  Champion de France : 1996, 1999, 2002
- Coupe de France : 1989 (finaliste), 1991 (finaliste), 1993 (finaliste), 1994 (finaliste), 2003, 2004, 2006, 2007 (finaliste), 2010 (finaliste), 2011 (finaliste)
- Équipe réserve championne de France en Nationale 2 : 1988, 1996, 2002, 2009